# Venezuela Quiz
Venezuela Quiz es un videojuego de preguntas para celulares iOS y Android, lanzado a principios de 2013, por los hermanos Fernando Pujol y Eduardo Pujol, bajo la publicación de su propia desarrolladora de videojuegos; Kwololo (renombrado posteriormente como Okvio). Está enfocado principalmente en el público venezolano y tuvo un alcance mundial con participación de jugadores venezolanos en todo el mundo, superando las más de 800 mil descargas únicas en el transcurso del mismo año de lanzamiento. El videojuego tuvo un lanzamiento inicial de 150 "quizzes", con posteriormente futuras actualizaciones que alcanzaron los 300 "quizzes" distribuidos en 10 niveles distinguidos por diferentes niveles de dificultad.

## Música
La icónica canción de Venezuela Quiz fue compuesta por el mismo creador del videojuego basado en la canción original Alma Llanera, cambiando por completo los sonidos instrumentales para ambientarlo a la temática de un videojuego. El resto de los sonidos contenidos en el juego son fragmentos de la misma canción o sonidos reproducidos por los mismos instrumentos utilizados en la misma.

## Patrocinador
Semanas previas al lanzamiento de Venezuela Quiz, se anunció oficialmente la participación del restaurante japonés Conos Temakeria como patrocinador exclusivo del videojuego para poder ofrecer el videojuego de forma gratuita para todos los públicos. Como parte de la campaña publicitaria se premiaron conos temaki a los primeros 100 jugadores que completaran los niveles de lanzamiento semanal.